# Albán zene

## Népzene
Az elkülönülő albán népzene létére utaló legkorábbi bizonyítékok a 13–14. századból ismertek. Egy sor olyan régészeti lelet (főként kerámia) került elő ebből az időből, amelyeken mulató emberalakok láthatóak, s ezek táncát a csupán az albánság köréből ismert hangszerek kísérik. Az albán zenefolklór rendkívül gazdag, s a legutóbbi időkig élő hagyomány volt. Az énekes népzenében az egy szólamban előadott daloktól a többszólamú gyászénekekig rengeteg zenei forma és műfaj megtalálható, a hangszeres muzsikát a világ más részén ismeretlen, sajátosan albán hangszerek szolgáltatják.
Ahogy az albánság etnikus kultúrájában, úgy a népzene tekintetében is két területet választ el egymástól a kelet–nyugati irányú Shkumbin folyása. Az északi gegek körében az egyszólamú énekek dívnak, amelyeket török hatásra a modális hangsorok (diatonikus vagy kromatikus skála) jellemeznek. Énekeik hangzásvilága szaggatott és melankolikus, kedvelt műfaj a hősének és a ballada. Ezen túlmenően olyan különleges hangszerek találhatóak itt, mint az egy- és kéthúrú pengetős hangszer (előbbi a lahuta, utóbbi a çifteli), a „pásztorok klarinétja”, a zumara stb. A déli toszkok zenekultúrájában markáns a polifónia, az iszopolifónia, a pentatónia jelenléte, dallamviláguk kifinomultabb a gegekénél, népszerűek a gyermek-, az alkalmi és a lírai dalok, valamint zenefolklorisztikai szempontból is rendkívül jelentősek a nők által előadott gyászénekek. Sajátos hangszereik a toszk furulya (fyell), a kétsípú duda (bicula) és a macedón duda (gajda). A 19. század végétől a két etnikai csoport fokozatosan átvette egymás hangszereit.
A 20. század folyamán a népzenét játszó vidéki bandákban (albánul: saze) egyre több nyugati, Albániában nem hagyományos hangszer is megjelent (hegedű, klarinét, tangóharmonika stb.). A déli toszkok körében alakult ki e fenti három hangszer játékán alapuló, nyugodt dallamvezetésű populáris műfaj, a kaba. A kommunista korszakban bátorították a népzenei és néptáncmozgalmat, s 1952-ben először rendezték meg Gjirokastrában a Nemzeti Népzenei Fesztivált. Az 1950-es évek óta több albán város (Tirana, Lezha, Berat, Elbasan, Korça, Vlora) is otthont ad különféle folklórfesztiváloknak, amelyeken ma már amatőr vagy műkedvelő népzenei csoportok lépnek fel. Napjaink világzenei színpadán kedvelt albán előadók Laver Bariu és az Ensemble Tirana.

## Komolyzene
A klasszikus zene az albán művészeti ágak legfiatalabbika, az első komolyzenei kompozíciók az 1920–1930-as években születtek, de a professzionális zeneszerzés számottevő fejlődésnek csak a második világháború után indult. Szórványos egyházi zenei adatok ugyan ismertek a korábbi évszázadokból, ezek azonban az albán kultúrkörön kívülre vezetnek (például a 13. században a bizánci egyházi zenét megújító, durrësi születésű Jan Kukuzeli munkássága).
A 19. század végén, az oszmán fennhatóság elleni nemzeti ellenállás és az ezzel együtt járó kulturális felemelkedés korában alakultak meg a nagyobb városokban (például Shkodra, Korça) az első, klasszikus nyugati zeneműveket előadó kamarazenekarok és kórusok. A professzionális zeneszerzés az első albán komponistaként számon tartott shkodrai ferences atya, Martin Gjoka 1920-as években meginduló munkásságával született meg. Egyházi zeneműveken kívül énekeket és hangszeres kamaradarabokat szerzett, ezeken kívül egy szimfónia és egy kórusmű is a nevéhez fűződik.
A második világháborút követően, az 1950-es években kezdett munkálkodni az első jelentős zeneszerző-nemzedék, amelynek tagjai a moszkvai Csajkovszkij Konzervatóriumban vagy Nyugaton képezték magukat. Az első monumentális zeneművek Çesk Zadeja szimfóniája (Simfoni, ’Szimfónia’, 1956) és Prenk Jakova operái (Mrika, ’Mrika’, 1958; Skënderbeu, ’Szkander bég’, 1968) voltak. Az első évtizedekben az albán komolyzenét a hagyományos klasszikus-romantikus irányultság jellemezte, s a szerzők előszeretettel merítettek az albán népzenéből. Az 1950–1980-as évek jelentős zeneszerzői közé tartozott Tonin Harapi, Thoma Nassi, Murat Shendu, Kristo Kono, a fiatalabb nemzedékből Tish Daija, Nikolla Zoraqi, Feim Ibrahimi, Shpëtim Kushta és Thoma Gaqi.
A kommunista korszakban a művészeti ágak közül a komolyzenét korlátozta legkevésbé a rendszer, így az alkotók viszonylagos szabadságban tevékenykedhettek (az egyházi zenét nem tekintve). Jóllehet, a hazafias szerzeményeket jutalmazták, és a modernista Nyugat zenei hagyományai sem érintették meg az albán komolyzenét. Megalakították az Állami Filharmonikusokat (Filarmonia e Shtetit), az Opera- és Balettszínházat (Teatri i Operas dhe Baletit) saját zenekarral, a Rádió-Televízió Szimfonikus Zenekarát (Orkestra Sinfonike e RTV), a Kamarazenekart (Orkestra e Dhomës), és a nagyobb városok is megszervezték saját szimfonikus zenekaraikat. E formációk élén olyan, később nemzetközi szinten is sikeres karnagyok álltak, mint Zhani Ciko, Ermir Krantja, Rifat Teqja, Ferdinand Deda és Bujar Llapi. 1962-ben nyílt meg az Állami Konzervatórium Tiranában (ma a Művészeti Akadémia egyik kara), 1967-ben először rendezték meg a tiranai Májusi Koncertek (Koncertet e Majit) zenei fesztiválsorozatot, amelyen komolyzenei szerzők és előadók mutatkozhatnak be a nagyközönségnek.
A rendszerváltás (1991) után a korábbi évtizedek új áramlatai is elérték Albánia zenei világát. A legfiatalabb zeneszerző-nemzedék jeles alakjai Aleksandër Peçi, Sokol Shupo, Endri Sina és Vasil Tole.

## Könnyűzene
A 19. század végén az északi Shkodrából indultak el hódító útjukra az ún. városi műdalok. A népzenei hangzásvilágára épülő, török zenei motívumokat és sajátságokat (például modális skála) is felvonultató irányzat az 1900-as évekre az ország többi városában is elterjedt mint kávéházi műfaj (például Elbasan, Berat, Korça). A legnépszerűbb előadók Bujar Qamili, Luçija Miloti, Xhevdet Hafizi és Bik Ndoja voltak. Az ország függetlenné válásával (1912) a nemzeti mozgalom igyekezett kigyomlálni az albán kultúrából az oszmán elemeket. Ennek következményként a történetileg kialakult műdalok mellett megjelentek és az 1920-as évekre elterjedtek az európai stílusú, kis zenekarral kísért lírai dalok (az 1930-as évek legnépszerűbb előadója Marie Kraja és Tefta Tashko-Koço volt).
A második világháborút követően először a kabarészínpadokon jelentek meg az első, mai értelemben vett könnyűzenei zenekarok és szólóénekesek. A társadalmi elégedetlenségek kifejeződésétől tartva a nyugati típusú könnyűzene követését nem szorgalmazták a kommunista vezetők, s a jazz, a blues, a rock meg sem vethette a lábát az országban. Az albán könnyűzene hangzásvilágában évtizedeken keresztül a népzenei hagyományra épült, s a hagyományos albán hangszerekkel (például çifteli, sharki) kísért dalokat többnyire szólóénekesek adták elő (például Vaçe Zela, Myfarete Laze). Emellett ünnepi alkalmakkor, lakodalmakon már akár klarinéttal és tangóharmonikával is szolgáltatták a muzsikát a zenészek (gyakran cigányok), akik nemritkán a lemezkiadásig is eljutottak (például Merita Halili, Parashqevi Simaku, Myslim Leli).
Az 1991-es demokratikus rendszerváltást követően a könnyűzenei világ is sokszínűvé vált, s napjainkban igyekszik követni a nemzetközi trendeket. Az újabb zenekarok a jazztől a rockon és a rapen keresztül a technóig és a hiphopig minden műfajban képviseltetik magukat, a legnépszerűbbek azonban a korábbi népzenei-könnyűzenei hagyományt modern és professzionális hangszereléssel, pörgőbb ritmusban előadó énekesek (például Ardit Gjebrea, Elton Deda, Elsa Lila, Blero, Gili) és együttesek (Giovanni & Sebastian, Tingulli 3nt). A könnyűzenei előadók országos megmérettetésének egyik fóruma 1962 óta a Rádió-Televízió Nemzeti Dalfesztiválja (Festivali Kombëtar i Këngës në Radio-Televizion), a másik pedig a pályájukon elinduló zenekarok és énekesek seregszemléjeként ismert Tavaszi Fesztivál (Festivali i Pranverës).